# Dannell Ellerbe
Dannell Antonio Ellerbe (* 29. November 1985 in Hamlet, North Carolina) ist ein US-amerikanischer American-Football-Spieler auf der Position des Linebackers. Er spielte zuletzt für die Philadelphia Eagles in der National Football League (NFL). Sowohl mit den Baltimore Ravens als auch den Eagles gewann er je einen Super Bowl (XLVII und LII).

## College
Ellerbe besuchte die University of Georgia und spielte für deren Mannschaft, die Bulldogs, College Football. In 48 Spielen erzielte er 147 Tackles, 8,5 Sacks, 3 Interceptions und einen erzwungenen  Fumble.

## NFL

### Baltimore Ravens
Beim NFL Draft 2009 fand er zunächst keine Berücksichtigung, wurde danach aber von den Baltimore Ravens als Free Agent unter Vertrag genommen, wo er vier Saisons lang regelmäßig und erfolgreich spielte. So war er im Super Bowl XLVII, den die Ravens gegen die San Francisco 49ers gewannen, Starter für sein Team.

### Miami Dolphins
Im März 2013 wechselte er zu den Miami Dolphins. War die erste Spielzeit mit 101 Tackles, zwei Interceptions und einem Sack noch sehr erfolgreich, musste er den Großteil der Saison 2014 auf der Injured Reserve List verbringen.

### New Orleans Saints
Im März 2015 wurde Ellerbe und ein Drittrundenpick an die New Orleans Saints abgegeben. Im Gegenzug erhielten die Dolphins den Wide Receiver Kenny Stills.
Im August 2017 wurde er wieder entlassen.

### Philadelphia Eagles
Am 12. November 2017 unterschrieb Ellerbe einen Vertrag bei den Philadelphia Eagles. Am 4. Februar 2018 gewann er mit den Eagles den Super Bowl LII gegen die New England Patriots.
Nach Ende der Spielzeit wurde sein Vertrag nicht mehr verlängert.